# Leptanilla kebunraya
Leptanilla kebunraya (лат.) — вид мелких муравьёв рода Leptanilla из подсемейства Leptanillinae (Formicidae). Ориентальная область.

## Распространение
Встречается в Юго-Восточной Азии: Индонезия, Западная Ява, территория Богорского ботанического сада — отсюда видовое название («Kebun Raya» по-индонезийский означает «ботанический сад»).

## Описание
Мелкого размера муравьи жёлтоватого цвета (1—2 мм). Развиты антеролатеральные доли клипеуса, 3-й членик усиков с отчётливым базальным стебельком, постпетиоль крупный, промезонотальный шов узкий. Жвалы с 2 зубцами. Длина головы (HL) 0,27 мм, ширина головы (HW) 0,22. Скапус усиков короткий (короче головы). Голова с почти параллельными боками. Стебелёк между грудкой и брюшком состоит из двух узловидных члеников (петиоль и постпетиоль)
.